# Bathytroctes zugmayeri
Bathytroctes zugmayeri är en fiskart som beskrevs av Fowler, 1934. Bathytroctes zugmayeri ingår i släktet Bathytroctes och familjen Alepocephalidae. Inga underarter finns listade.